# آرو چانوت
آرو چانوت (به لاتین: Aaru Chanuate) در نپال با جمعیت ۲٬۴۷۸ نفر است که در gandaki zone واقع شده‌است.